# Història de la meteorologia
Meteorología és un terme que deriva del llibre d'Aristòtil Meteorologica, que va ser escrit cap a l'any 340 aC. En ell Aristòtil presentava observacions i especulacions respecte a l'origen dels fenòmens de l'atmosfera terrestre i de l'espai exterior. En grec meteoron a objectes alts entre la Terra i on hi ha les estrelles. Teofrast va fer un llibre similar (Llibre dels Senyals) sobre pronòstics meteorològics basats en l'observació dels fenòmens del temps.

## Prehistòria
La supervivència dels primers assentaments humans estables ja fa més de 5.500 anys estaven molt lligats al temps atmosfèric. Unes condicions òptimes o simplement favorables permetia la cacera, la pesca i també podien tenir una bona recol·lecció. Tanmateix un temps advers durant un temps prolongat podia fer desaparèixer aquella comunitat d'humans, tant per la fam i així la presència de malalties o simplement, una tempesta desafortunada podia destruir tot el poblat.
Amb aquesta dependència tan ferotge amb el temps no és d'estranyar l'atribució d'aquest fenòmens meteorològics a divinitats del vent, la pluja i el Sol. El cas del Sol, com a Déu dominant, també va ser present durant la prehistòria i durant les primeres civilitzacions humanes. El mal temps era atribuït a l'enuig d'aquestes divinitats. En aquestes primeres comunitats existia la figura d'un xaman o sacerdot, que servia de mediador entre els humans i els Déus. Aquest sacerdot era l'encarregat de demanar el bon temps.

## Antiga Grècia
La meteorologia com a ciència que estudia els fenòmens naturals neix en el món grec. Per una banda, és en aquesta època on neix un interès per analitzar i donar respostes racionals als fenòmens naturals. Però per l'altra banda és en aquesta època on encara segueixen persistint una gran varietat de ritu i creences que consideren que les divinitats de la mitologia grega com a causants dels fenòmens naturals.

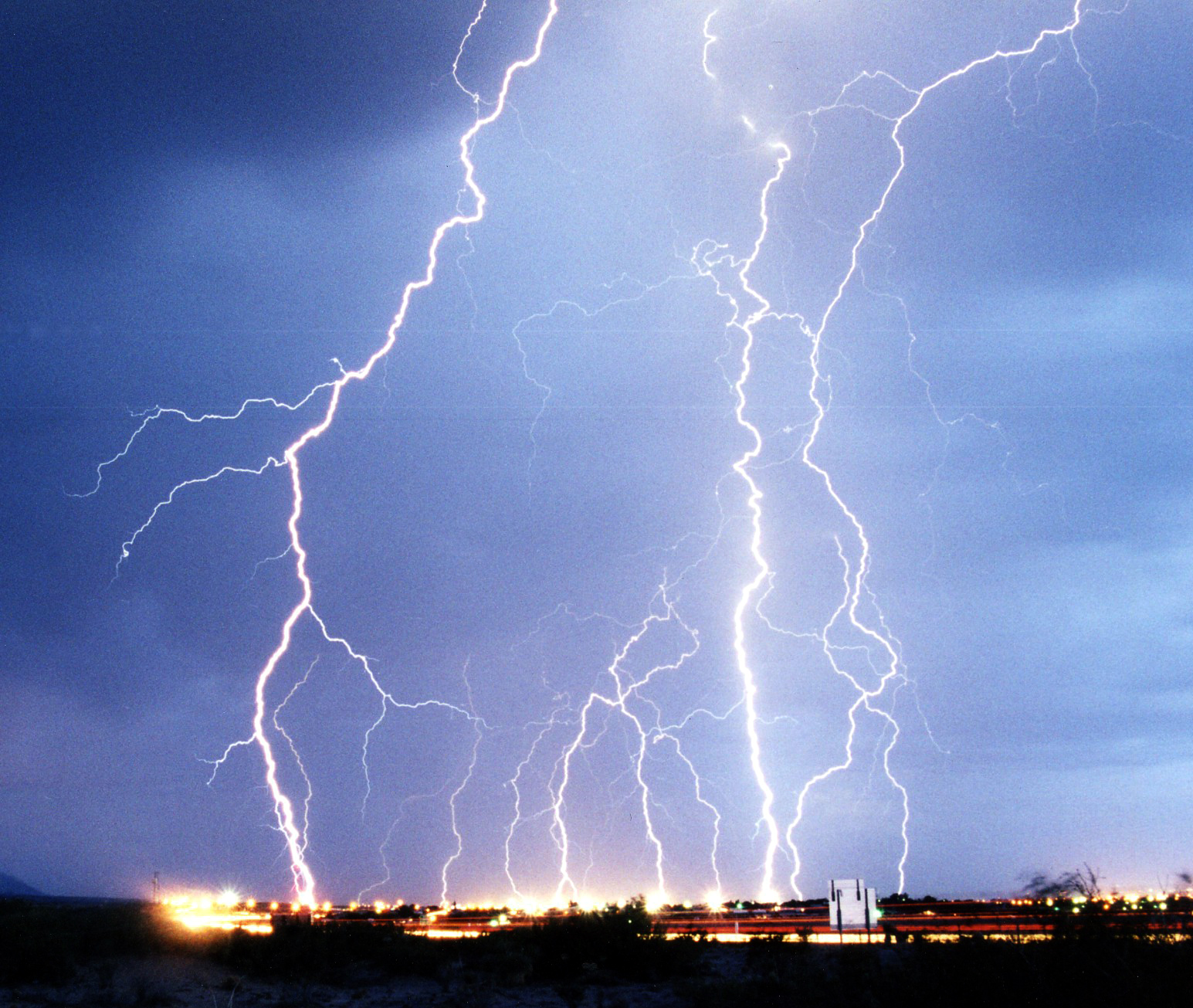
Creença en l'enuig de Zeus

Aquest començament dels pensadors grecs en entendre d'una forma racionals els fenòmens que ocorren a l'atmosfera es produeix, principalment, a partir del segle vi aC. Durant els segles anteriors, tan sols existia com a resposta a aquest fenòmens la intervenció d'alguna divinitat de l'Olimp. A partir del segle VI aC, apareixerà aquest dualitat malgrat els estudis racionals iniciats pels filòsofs, com fou Tales de Milet.

### Els déus i els meteors
Com a quasi totes les cultures i civilitzacions antigues, el Sol a l'antiga Grècia és l'element de la natura que ocupava el lloc més destacable de tot el Panteó. En el panteó grec hi han dos divinitats relacionades amb el Sol: Helios i Apol·lo. Helios és la personificació del Sol que sorgeix del mar tirant d'un carro per portar la llum als humans. Apol·lo és el Déu solar antropomòrfic, a més de ser el més important de l'Olimp després de Zeus. Apol·lo és normalment representat amb una cabellera rosa fent referència als raig solar. La primera llum del dia era la responsabilitat atribuïda a la deessa Eos. Selene que és germana de Helios i Eos era la deessa de la Lluna. Eos sempre precedia el seu germà Helios en l'anunci als humans de l'arribada de la llum solar. Eos també se la coneix com a deessa de la matinada.
La manifestacions de fenòmens meteorològics també estaven representats a través de la figuera dels Déus i Deesses. Les tempestes violentes estaven representades per les filles de Posidó i Gea, i els monstres d'Aelo i Arpies. Els trons i els llampecs són donats per la seva gran espectacularitat al Déu més important que és Zeus, el qual descendeix a la Terra en forma de llamp i tro.
El vent és causat per Eolo, el qual segons la mitologia es trobava a les illes Eolies, al nord de Sicília, on creava uns forts vents als humans. Hespèrides era la deessa dels núvols i Iris la de l'arc de Sant Martí. La rosada s'explicava a través el mite de Memmon, que explica que la rosada són causades per les llàgrimes d'Aurora que refresquen els conreus.
Aquest interès per la cultura grega se centrava més en la part estètica que en la religiosa.

### Primers meteoròlegs

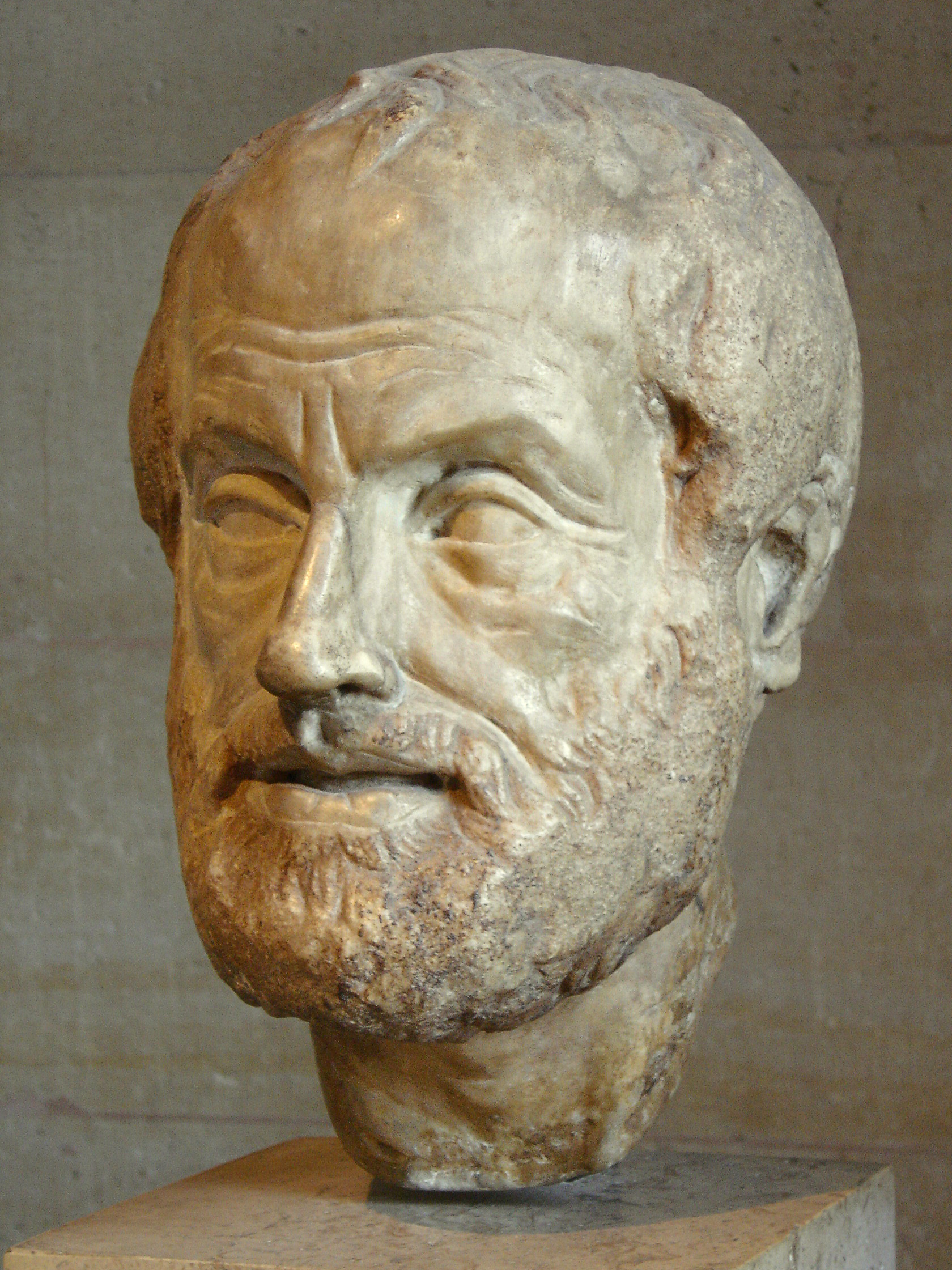
Escultura d'Aristòtil al Louvre

Durant aquesta època històrica apareixen els primers pensadors que busquen respostes als fenòmens meteorològics. Un d'aquests primers pensadors o meteoròlegs va ser Tales de Milet qui va escriure la seva obra Cosmologia que proposava l'aigua com l'únic principi universal. Aquest pensador dissenyar diferents calendaris meteorològics i va errar en culpar el vent com a provocador dels terratrèmols. El deixeble d'aquest pensador fou, Anaximandre de Milet. Anaximandre va estudiar la importància de l'aire en la meteorologia i va arribar afirmar que: "Els vents es generen en separar-se de l'aire els vapor més lleugers i en concentrar-se".
Anaximandre defensava que el principi fonamental de totes les coses era l'aire. L'alteració o el canvi d'estat de condensació de l'aire era la responsable de les transformació de l'atmosfera. Així que el vent, els núvols i la pluja eren suposadament els diferents estadis de condensació de l'aire. També va fer altres suposicions com per exemple, que el tro i el llamp es produïen per fregament entre núvols, i que l'arc de Sant Martí era la brillantor del Sol en un núvol dens.
Aristòtil va ser un dels pensador més importants de l'època i les teories han perdurat i han estat vàlides durant molt de temps. La seva obra que ha tingut més transcendència en l'àmbit de la meteorologia va ser l'obra titulada Meteorològica. Aquesta obra va ser acceptada durant gairebé 2.000 anys. L'obra ens diu que la terra està formada per quatre elements universals: aigua, foc, aire i terra. Els astres es diu que estan formats per un cinquè element: l'èter. Afirmà que els meteors eren causats pel Sol, el qual produeix dos tipus d'exhalacions, una de seca des de terra i una d'humida des de l'aigua.
Les idees d'Aristòtil no van ser refusades fins ben entrada l'edat mitjana. Durant l'edat mitjana, els estudiosos europeus van redescobrir les seves teories. Durant tot aquell temps la teories d'Aristòtil s'havien mantingut intactes i vàlides, i per això no hi va haver ningú que es preocupés per l'estudi de l'atmosfera des de l'antiga Grècia fins a principis de l'edat mitjana.

## Edat Moderna

### Recerca meteorològica delseglexval XVIII
A partir del segle xv, durant el Renaixement, comença una nova etapa en la història de la meteorologia gràcies a l'aplicació del mètode experimental i l'aparició de nombrosos instruments de mesura. Però aquest impuls no va ser únic de la meteorologia sinó que fou un impuls general en totes les ciències gràcies als grans descobriments geogràfics.
Des de finals del segle xiv i fins al segle xv va ser una època caracteritzada pels grans viatges marítims i del descobriments d'emplaçaments geogràfics. A causa d'aquest situació social va néixer la necessitat d'inventar nous mètodes de navegació, d'orientació i de donar explicació als corrents marins. A més, va ser uns moments en què es van tornar a intentar a entendre als fenòmens on es van trobar contradits amb els textos clàssics.
Gràcies a les cròniques dels navegants d'aquesta època es va poder saber que hi ha vida en els zones més càlides del planeta que es contraposava amb el que havien afirmat els grecs. Aquests navegants van narrar multitud de meteors, fins i tot tan detallats que van avançar-se a les explicacions que després farien els científics.

### Celebritats i els seus primers instruments meteorològics
L'única manera d'interpretar els meteors que succeïen era amb l'observació, per aquesta raó durant el segle xvii van aparèixer els primers instruments de mesura per a l'observació.
Gràcies a aquest avenços en la instrumentació van permetre que en el segle xviii es poguessin començar les primers observacions meteorològiques instrumentals.
| Galileu                        | Nicolau Copèrnic       | Leonardo Da Vinci |
| Galileo Galilei                | Nicolau Copèrnic       | Leonardo Da Vinci |
| (1564-1642)                    | (1473-1543)            | (1452-1519)       |
| La Terra Gira sobre si mateixa | Mètode Experimental    | higròmetre        |
| Blaise Pascal                  | Evangelista Torricelli | Robert Hooke      |
| (1635-1703)                    | (1608-1647)            | (1623-1662)       |
| Blaise Pascal                  | Evangelista Torricelli | Robert Hooke      |
|                                | Baròmetre de mercuri   | Pluviòmetre       |

#### Leonardo Da Vinci
Leonardo da Vinci va ser artista, enginyer, inventor i també estudiós del medi. Da Vinci va estudiar la formació dels fenòmens meteorològics i va dissenyar instruments per a poder-los mesurar.
Un d'aquest instruments destacables va ser l'higròmetre, que estava compost per una mena de balança, amb discs de paper a banda i banda que absorbien el vapor d'aigua. A mesura que guanyen massa, una agulla indica el nivell d'humitat.

#### Nicolau Copèrnic
Nicolau Copèrnic va revolucionar la manera de veure el món gràcies a la seva teoria revolucionària en què deia que la Terra gira sobre el seu eix un cop cada vint-i-quatre hores. Aquest teoria correcta que el va portar a la foguera va ser utilitzada com a base per a l'explicació dels solsticis i els equinoccis, i també finalment, les estacions de l'any.

#### Galileo Galilei
Galileo Galilei va ser físic i astrònom i és considerat el gran impulsor de les ciències. Galileu se'l considera el fundador del mètode experimental, juntament amb dos altres filòsofs, que és el senyor Francis Bacon i René Descartes. El primer dels dos va ser qui també impulsà l'ús del mètode inductiu i Descartes qui va promoure l'observació meteorològica com a única via per a formular les lleis que expliquen els fenòmens atmosfèrics. En Galileu gràcies en saber combinar el mètode deductiu i l'inductiu va crear el mètode experimental. El mètode experimental va permetre la creació i l'impuls necessari per a la creació d'instruments per mesura els fenòmens meteorològics.

#### Robert Hooke
Robert Hooke també és una figura destacada en aquesta època en l'àmbit de la meteorologia. Robert Hokke era un científic anglès que se li atribueix la creació del primer pluviòmetre, com també el microscopi encara que no incumbeixi directament a l'àmbit de la meteorologia. A més en l'àmbit de la física, Robert Hooke formula la Llei de Hooke l'any 1678.

#### Evangelista Torricelli
Evangelista Torricelli era un físic i matemàtic italià que va ser un deixeble de Galileo Galilei. Ell també contribuï en la creació d'instruments de mesura com el baròmetre de mercuri. El 1744, Evangilsta Torricelli amb l'ajuda de Vincenzo Viviani descobreixen la pressió atmosfèrica, i una dècada després, el físic alemany Otto von Guericke constata que la pressió té una força considerable a través de l'experiment dels hemisferis de Magdeburg.

#### Blaise Pascal
Blaise Pascal era un filòsof, matemàtic i físic francès que a part d'importants contribucions en l'àmbit de la filosofia o la matemàtica, també ho va fer en l'àmbit de la meteorologia. L'any 1648 va demostrar que el nivell de la columna de mercuri del baròmetre determina l'augment o la disminució de la pressió atmosfèrica circumdant. Aquest experiment va verificar la hipòtesi de Torricelli respecte a l'efecte de la pressió atmosfèrica sobre l'equilibri dels líquids.

### L'acadèmia del Cimento

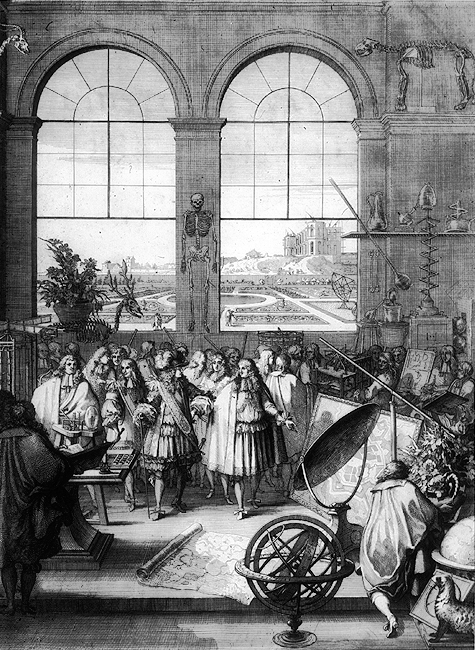
Acadèmia Francesa de Ciències successora de l'acadèmia del Cimento

L'Accademia del Cimento o l'Acadèmia dels Experiments va sorgir l'any 1657 a la ciutat de Florència. Aquesta Acadèmia fou fundada pel duc Ferran II de Toscana, pertanyia a la família dels Medici. Aquest centre era un escola dedicada a l'experimentació, i allí es van millor i es van inventar tot un seguit d'instruments de mesura meteorològica, com per exemple, l'higròemtre de condensació i el termòmetre d'aigua florentins.
El seu fundador va crear la primera xarxa d'observatoris meteorològics el 1654 repartida en onze estacions meteorològiques diferents repartides entre Itàlia, França, Suïssa, Alemanya i Rússia, encara que la majoria estaven a Itàlia. Les deu estacions estaven a: Florència (Itàlia), Pisa (Itàlia), Parma (Itàlia), Curtigliano (Itàlia), Vallombrosa (Itàlia), Bolonya (Itàlia), Milà (Itàlia), Innsbruck (Suïssa), Osnabrück
(Alemanya), París (França) i Varsòvia (Rússia).
Aquests primers observatoris estaven equipats amb instruments meteorològics de mesura idèntics, per així després poder comparar els mesures. Aquest observatoris disposaven dels instruments necessaris per calcular la pressió atmosfèrica, la temperatura, la direcció del vent i la humitat. El registre de dades era bàsicament sistemàtic i totes les dades s'enviaven a la seu central de l'Acadèmia, a Florència. Quan disposaven de totes les dades les comparaven entre si. Aquesta xarxa d'observatoris va estar en funcionament tretze anys, és a dir, van clausurar-la el 1667. L'Acadèmia del Cimento també la van tancar al mateix temps.
Aquesta acadèmia ha servit d'inspiració i de gran influència per a nous centres d'experimentació i recerca fins i tot, decàdes després de la seva desaparició. Aquesta influència va ser exercida en acadèmies com l'Acadèmia Francesa de Ciències o la Royal Society d'Anglaterra.

### Organització Meteorològica Mundial

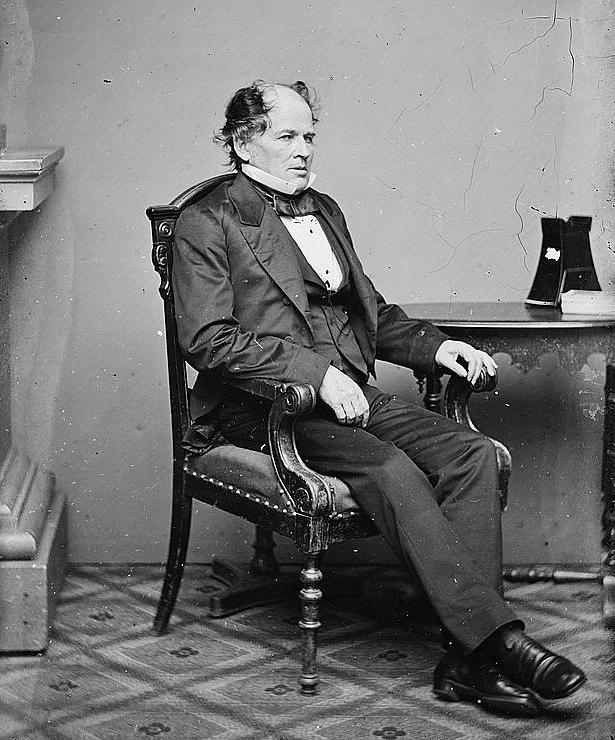
Matthew Fontaine,(1806-1873)

## Edat Contemporània

### Inicis de l'OMI
A la segona meitat del segle xix ja hi havia diversos països que tenien uns centres meteorològics nacionals, els quals publicaven un butlletins diaris, i dia a dia, anaven progressant en l'estudi de l'atmosfera. Gràcies a aquests centres hi va haver un desenvolupament accelerat en els camps de la climatologia i la meteorologia analítica, dinàmica i la sinòptica. Gràcies a aquest progrés neix la necessitat d'un intercanvi de dades meteorològiques entre els diversos països.
Le Verrier va ser el primer a intentar crear el servei meteorològic internacional, però els seus intents no van donar el seu fruit a causa d'impediments polítics i econòmics. Després de molt esforços Matthew Fontaine va aconseguir que el 1853 se celebrés el primer Congrés Internacional a Brussel·les de la mà dels governs dels Estats Units i del Regne Unit. El 1873 i després de moltes reunions i congressos internacionals es nomenà a la ciutat de Viena, el primer comitè executiu de l'Organització Meteorològica Mundial (OMI), dirigit per Buys-Ballot.
L'any 1789, se celebrà a Roma la segona reunió de l'OMI, i progressivament va anar agafant un caràcter oficial a mesura que s'anava celebrant periòdicament. En l'última reunió de l'OMI abans de l'esclat de la Segona Guerra Mundial es va fer evident l'interès de les potències mundials per controlar aquest organisme mundial.

Bandera l'OMM

### El pas de l'OMI a l'OMM
El 1959, l'OMI esdevé l'OMM, després de la fi de la Segona Guerra Mundial i tres anys després de la Conferència de Directors de Serveis Meteorològics Nacionals. L'OMM va tenir la seu a Ginebra i va passar a ser una organització especialitzada amb seu a Ginebra i integrada en l'estructura de l'ONU l'Organització de les Nacions Unides. Aquesta organització es reuneix a la seva seu cada 4 anys.
L'OMM té integrada un Congrés Meteorològic Mundial amb participants dels diferents països i amb un comitè executiu de 19 membres. Aquest comitè executiu compte amb un president, dos vicepresidents, un secretari general, i un representant de cada una de les associacions regionals (Europa, Àfrica, Amèrica del Nord, Amèrica del Sud, Àsia i el sud-oest del Pacífic). Els 9 membres que resten són triats pel Congrés Meteorològic Mundial.

### Objectius de l'OMM
El principal objectiu de l'OMM és la de desenvolupar un conjunt de programes científics i tècnic. Alguns exemples dels programes que ha desenvolupat o està desenvolupant l'OMM és el Programa de Vigilància Meteorològica Mundial, el programa de Ciclons Tropicals, el d'Instruments i Mètodes d'Observació, el Programa Mundial sobre el Clima i el Programa 21, entre d'altres.
El Programa de Vigilància Meteorològica Mundial té com a objectiu aconseguir registres meteorològics i geofísics per articular els centres meteorològics nacionals dels diferents països, i poder oferir un servei de vigilància higrològica i meteorològica. Aquest programa permetrà un estudi del clima mundial, i també avanços en l'àmbit del desenvolupament sostenible i el medi ambient.
L'execució del Programa 21 fomentarà la comprensió dels processos climàtics, a més de tenir una vigilància de les variacions i fluctuacions del sistema climàtic, i poder avaluar l'impacte del canvi climàtic sobre el medi, i així poder trobar estratègies per combatre'l.

### Guerres Mundials
Els conflictes bèl·lics, com n'és el cas de la primera i Segona Guerra Mundial, han servit com a impulsors de moltes branques de la ciència. La primera i Segona Guerra Mundial van significar un gran avenç en el coneixement de l'atmosfera, l'aparició de nous termes i eines que avui dia encara són d'ús habitual en els observatoris meteorològics i a través dels mitjans de comunicació. El període entre guerra i guerra i ja passada la Segona Guerra Mundial es considera per alguns estudiosos d'història de la ciència com un dels moments més revolucionaris.
Aquestes dues guerra van forçar als diversos governs dels països implicats en el conflicte a invertir més esforços i a fomentar en el coneixement de dinàmica de l'atmosfera.

### Inicis de la meteorologia moderna

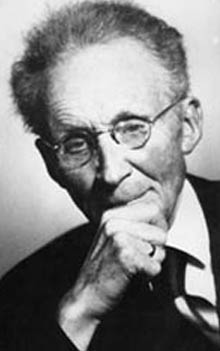
Vilhelm Bjerknes

Vilhelm Bjerknes (1862-1951), físic i meteoròleg noruec, va ser el fundador de la prestigiosa l'escola de Bergen i va plantejar la teoria del front polar i la teoria de la circulació general de l'atmosfera, que es mantenen pràcticament intactes encara.

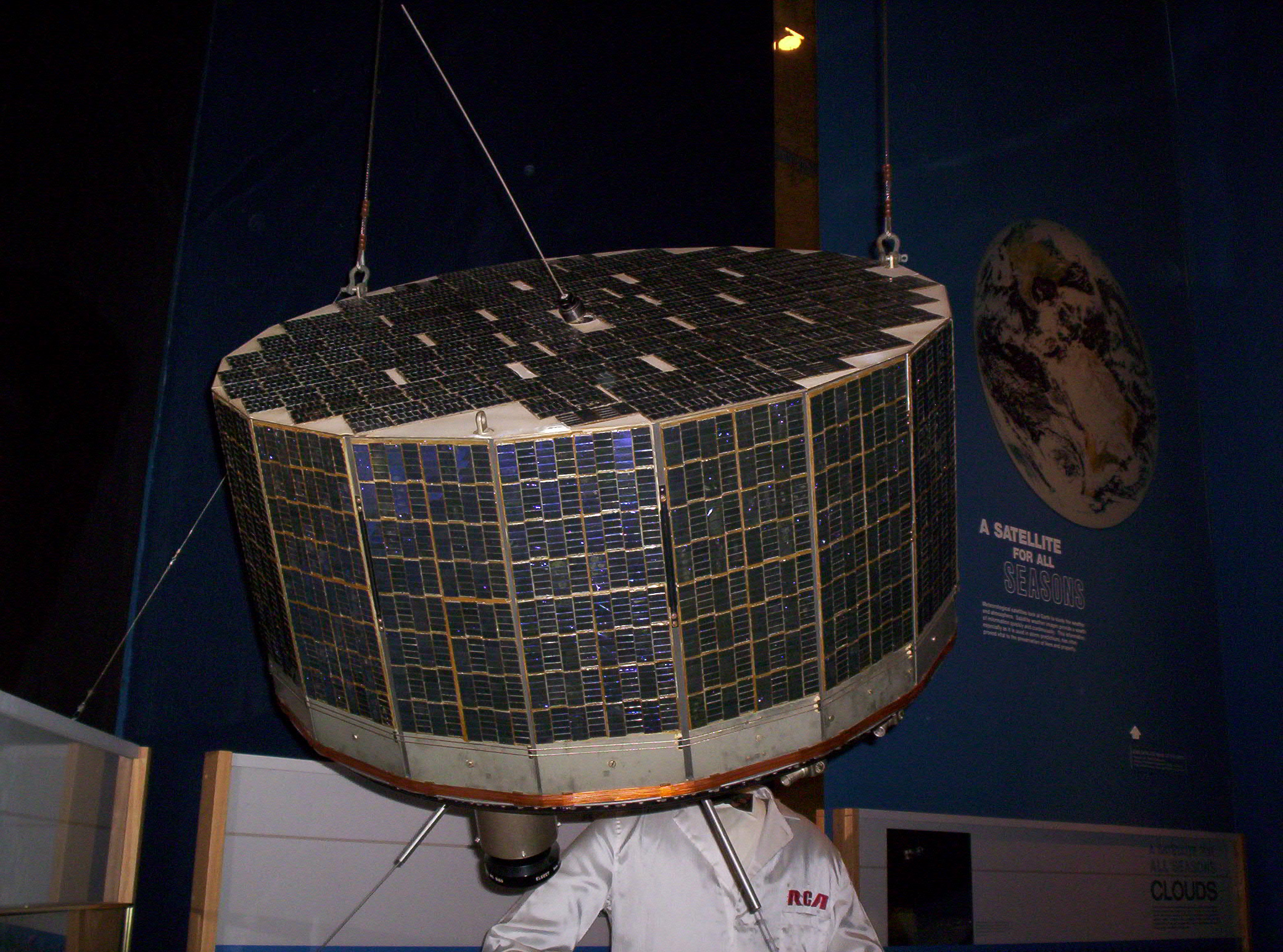
El TIROS-1 està exposat al Museu nacional de l'aire i l'espai.

Després dels grans avenços científics arran de la Segona Guerra Mundial, s'inicia una nova etapa revolucionari anomenada la meteorologia moderna. Fou en aquesta època quan hi ha els primers llançaments dels primers satèl·lits i l'ús dels primers ordinadors de gran potència. Aquests avenços serviran de base per a la meteorologia actual.
A partir de la segona meitat del segle xx comença l'aplicació de la tecnologia militar en l'estudi de l'atmosfera. Les primeres imatges que van captar els científics sobre la Terra des de l'espai va ser gràcies als canvis dels caps dels míssils V2 utilitzats pels nazis a la Segona Guerra Mundial per càmeres de vídeo. Aquestes primeres imatges van incentivar que poc després es llancés el primer satèl·lit meteorològic, el TIROS-1, l'u d'abril del 1960. Aquest va estar durant setanta-vuit dies donant voltes per la terra transmeten fins a un total de vint-i-tres mil fotografies.

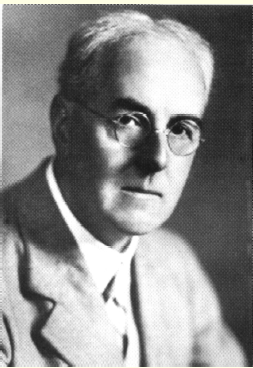
Lewis Fry Richardson

Lewis Fry Richardson (1881-1953), matemàtic anglès amb el seu estudi «La predicció meteorològica mitjançant processos numèrics» va fer els primers passos en la utilització de les matemàtiques i les equacions físiques per aplicar-les a l'atmosfera i servir d'eina per pronostica l'estat futur de l'atmosfera.
Després del llançament i de l'èxit del satèl·lit TIROS-1, d'altres aparells van seguir els seus passos. Gràcies a aquests satèl·lits ara l'ésser humà podia contemplar i analitzar el moviment de les masses d'aire des de l'espai i així poder vigilar d'una forma més eficaç l'estat de l'atmosfera.
La tecnologia aeroespacial va avançar a passos de gegant durant la dècada dels anys seixanta, ja que desenes de satèl·lits van ser llançats i posats en òrbita, la gran majoria de l'URSS i els EUA. També fou en aquesta època quan es va millor la teledetecció que va permetre captar imatges de nit i gràcies a això, va permetre el 1966 la posada en òrbita del primer satèl·lit geoestacionari. Aquest es podia mantenir immòbil a 36.000 quilòmetre en la vertical de l'equador, i això permetia fotografiar la Terra durant les 24 hores del dia, gràcies també a la millora dels sensors de radiació infraroja.

### Prediccions meteorològiques
La idea de les prediccions numèriques del temps és gràcies al matemàtic anglès Lewis Fry Richardson. Lewis va plantejar que la previsió futura de l'estat de l'atmosfera podia esbrinar-se si solucionaven les equacions matemàtiques que descrivien el moviment i l'estat de les masses d'aire de l'atmosfera. Era difícil poder fer uns pronòstics numèrics del temps perquè eren càlculs massa complexos per fer en un curt espai de temps.
Amb l'aparició dels primers ordinadors ja una mica potents, a partir de 1950, va ser quan es començà a fer uns pronòstics numèrics del temps amb una mica d'èxit. Aquests pronòstics van venir a càrrec del matemàtic hongarès John von Neumann, i el seu equip. Utilitzant l'ordinador ENIAC van realitzar aquest primer pronòstic l'any 1950. Ja a partir del 1955, als Estats Units ja va començar a fer pronòstic meteorològics diaris per ordinador, que anaven millorant any rere any gràcies a l'evolució de la tecnologia electrònica.
Carl-Gustaf Rossby (1898-1957) era un meteoròleg nord-americà d'origen suec que va explicar per primera vegada els moviments atmosfèrics de gran escala en termes de la física de fluids. Ell demostrà que les masses d'aire no es desplacen en línia recta sinó en moviment ondulatoris d'oest a est en les capes altes de la troposfera.